# Мелконян, Эдгар Арменович
Эдга́р Мелконя́н Арме́нович (арм. Էդգար Մելքոնյան Արմենովիչ, 27 декабря 1986, Ереван, Республика Армения, СССР) — профессиональный боец в стиле Муай-тай и К-1.

## Биография
Эдгар Мелконян родился 27 декабря 1986 года в городе Ереван Армении. Женат.
Профессиональный боец.
Провел 39 боев. Из них 36 побед и 3 поражения. Из них 25 выиграл нокаутом.
В профессиональных боях представляет клуб ARARAT FIGHT.
Представляет Армению на международной арене.
Соревнуется в категории 60 кг или 63 кг.

## Награды
- Серебряный призёр чемпионата мира WPKA по кикбоксингу в Греции в лёгком весе (2002)
- Чемпион мира W.M.F PRO Муай Тай в Таиланде, Бангкок в лёгком весе (2016)
- Победитель международного турнира FWH и WMF PRO в Китае в лёгком весе
- Победитель международных боев MIX FIGHT EVENTS в лёгком весе
- Многократный чемпион Армении по тайскому боксу и кикбоксингу
- Победитель ARARAT FIGHT в профессиональной лиге